# Municipio de Dardanelle
El municipio de Dardanelle (en inglés: Dardanelle Township) es un municipio ubicado en el condado de Yell en el estado estadounidense de Arkansas. En el año 2010 tenía una población de 7992 habitantes y una densidad poblacional de 53,61 personas por km².

## Geografía
El municipio de Dardanelle se encuentra ubicado en las coordenadas 35°13′12″N 93°11′52″O / 35.22000, -93.19778. Según la Oficina del Censo de los Estados Unidos, el municipio tiene una superficie total de 149.08 km², de la cual 134.14 km² corresponden a tierra firme y (10.02%) 14.94 km² es agua.

## Demografía
Según el censo de 2010, había 7992 personas residiendo en el municipio de Dardanelle. La densidad de población era de 53,61 hab./km². De los 7992 habitantes, el municipio de Dardanelle estaba compuesto por el 85.92% blancos, el 2.25% eran afroamericanos, el 0.69% eran amerindios, el 0.83% eran asiáticos, el 0.01% eran isleños del Pacífico, el 8.32% eran de otras razas y el 1.98% pertenecían a dos o más razas. Del total de la población el 23.5% eran hispanos o latinos de cualquier raza.